# Absolutadjektiv
Ein absolutes Adjektiv ist in der Sprachwissenschaft ein Adjektiv (Eigenschaftswort), das semantisch keine Steigerung erlaubt, da die Teilhabe an dieser Eigenschaft nur ganz oder gar nicht, aber nicht in variierendem Maße möglich ist.
Eine Frau kann zum Beispiel schwanger sein, nicht aber „ein bisschen schwanger“, „schwangerer“ als eine andere oder „am schwangersten“. Also ist schwanger ein absolutes Adjektiv. Weitere Beispiele:
- dreieckig
- lauwarm
- mündlich
- tot
- lebendig
- gleich
- fertig

Ebenfalls zu den absoluten Adjektiven gehören Eigenschaftswörter, die per se schon einen höchsten oder geringsten Grad ausdrücken:
- leer
- voll
- ganz
- einzig
- optimal
- absolut

Wird von absoluten Adjektiven dennoch ein Superlativ gebildet, so wird dieser umgangssprachlich gelegentlich Hyperlativ genannt. Beispiele:
- die optimalste Lösung
- das leerste Glas
- die letzteste Alternative
- von entscheidendster Bedeutung
- die einzigste Möglichkeit

Absolute Adjektive können jedoch regelgerecht gesteigert werden, wenn sie in übertragener oder relativer Bedeutung verwendet werden:
- „Pastor Müllers Predigten sind lebendiger als Pastor Schmidts Predigten.“
- „Heute ist der Bus ziemlich leer, aber gestern war er noch leerer.“

Gelegentlich wird ein absolutes Adjektiv aus rhetorischen Gründen gesteigert, gerade weil eine absolute Eigenschaft eigentlich keine Steigerung oder Abstufung erfahren kann:
- „Alle Tiere sind gleich. Aber manche sind gleicher als die anderen.“ (aus George Orwells Farm der Tiere).